# Liste der Monuments historiques in Montreuil (Seine-Saint-Denis)
Die Liste der Monuments historiques in Montreuil (Seine-Saint-Denis) führt die Monuments historiques in der französischen Stadt Montreuil auf.

## Liste der Bauwerke
| Bezeichnung                    | Beschreibung | Standort                           | Kennzeichnung | Schutzstatus | Datum | Bild           |
| ------------------------------ | ------------ | ---------------------------------- | ------------- | ------------ | ----- | -------------- |
| Kirche Saint-Pierre-Saint-Paul |              | (Lage)                             | PA00079938    | Classé       | 1913  | weitere Bilder |
| Porzellanfabrik Samson         |              | 17, rue de la Révolution (Lage)    | PA00079939    | Inscrit      | 1989  | weitere Bilder |
| Filmstudio Pathé-Albatros      |              | 52, rue du Sergent-Bobillot (Lage) | PA93000004    | Inscrit      | 1997  | weitere Bilder |

## Liste der Objekte
- Monuments historiques (Objekte) in Montreuil (Seine-Saint-Denis) in der Base Palissy des französischen Kultusministeriums